# Antas da Caeira
Die Antas da Caeira (auch Antas do Monte da Caeira genannt) sind acht mehr oder minder gut erhaltene, benachbarte Antas in Vimieiro bei Pavia im Distrikt Évora im Alentejo in Portugal. Anta ist die portugiesische Bezeichnung für etwa 5000 Megalithanlagen oder Dolmen, die während des Neolithikums im Westen der Iberischen Halbinsel von den Nachfolgern der Cardial- oder Impressokultur errichtet wurden. 
Erste archäologische Grabungen wurden 1921 von Virgílio Correia bewerkstelligt. Ein Großteil der Funde aus der Nekropole befindet sich in Museu Nacional de Arqueologia in Lissabon, der Rest ist möglicherweise in Museen in Deutschland. Es gibt Aufzeichnungen über die Artefakte in den Erläuterungen des deutschen Forscherehepaars Vera Leisner und Georg Leisner, die auch eigene Untersuchungen des Platzes durchgeführt haben. Die Nummerierung ist nicht offiziell.

## Anta da Casa Velha
Die polygonale Kammer der Anta da Casa Velha (dt. das alte Haus) von etwa 2,8 m Durchmesser wird von acht Tragsteinen gebildet. Die Deckplatte fehlt. Die Breite des Zugangs ist identisch mit der des Ganges. Der axiale Gang ist etwa 2,4 m lang und konstant breit. Er verfügt in der Nähe des Zugangs zur Kammer über eine Deckplatte. Es gibt einen Zaun um diese Anta.
Lage: 38° 52′ 32,6″ N, 7° 57′ 0,5″ W

## Anta 2
Die Anta mit polygonaler Kammer von etwa 2,5 m Durchmesser besteht aus sieben Tragsteinen. Der Zugang ist durch einen verlagerten Tragstein blockiert. Der Gang ist etwa 2 m lang. Die Kammer ist durch die eng benachbarten Bäume zerstört. Als Artefakte wurden zwei Klingen gefunden.
Lage: 38° 52′ 56,8″ N, 7° 56′ 53,9″ W

## Anta 3
Die Anta hat eine polygonale Kammer von 3,6 m Durchmesser. Die Breite des Zugangs ist im Wesentlichen identisch mit der des 2,8 m langen axialen Ganges, der anfangs sehr breit ist, sich aber zur Kammer hin verjüngt. Die große Deckenplatte ist zerbrochen und ins Innere der Kammer verstürzt. Es sind zwei Deckplatten des Ganges erhalten.
Lage: 38° 53′ 3,4″ N, 7° 57′ 9,6″ W

## Anta 4
Die stark gestörte Anta hatte eine polygonale Kammer aus einer nicht mehr bestimmbaren Anzahl von Tragsteinen (drei sind erhalten). Vom Gang sind nur Spuren erhalten.
Lage: 38° 53′ 0,6″ N, 7° 57′ 12,8″ W

## Anta 5
Die kleinste Anta mit polygonaler Kammer von etwa 2,4 m Durchmesser besteht aus sieben Tragsteinen. Eine große Platte, die seitlich des Ganges liegt, ist wahrscheinlich die Deckplatte der Kammer. Die Breite des Zugangs der Kammer ist im Wesentlichen identisch mit der am Zugang des Ganges. Spuren eines etwa 2,7 m langen Ganges sind erhalten. 
Als Artefakte wurden eine Klinge und  eine gezackte Sichel (traditionell verbunden mit Artefakten der Kupfer- und Bronzezeit) gefunden.
Lage: 38° 52′ 56″ N, 7° 57′ 7″ W

## Anta 6
Die Anta mit polygonaler Kammer von etwa 3,0 m Durchmesser besteht aus sieben Tragsteinen. Der Gang ist nicht erhalten. Die Kammer ist durch die eng benachbarten Bäume zerstört. 
Lage: 38° 53′ 12,5″ N, 7° 57′ 5″ W

## Anta 7
Die größte Kammer der hiesigen polygonalen Antas hat etwa 3,7 m Durchmesser und wird von sieben Tragsteinen gebildet. Der Gang ist sehr eng und etwa 3,0 m lang. Er verjüngt sich  zum Zugang der Kammer hin. 
Als Artefakte wurden verzierte Becher, 33 Schieferplattenidole, 15 Äxte aus poliertem Stein, 7 Klingen, eine Pfeilspitze und ein Báculo gefunden.
Lage: 38° 53′ 15,7″ N, 7° 57′ 12,7″ W

## Anta 8
Die Anta mit polygonaler Kammer von etwa 2,5 m Durchmesser hatte einen etwa 2,0 m langen Gang von unbestimmter Form.
Lage: 38° 53′ 11,4″ N, 7° 57′ 19,9″ W

## Der Menhir
Der etwa 5,2 m messende Menhir von Caeira wurde 1994 von Manuel Calado entdeckt. Es ist ein Monolith in Zylinderform von max. 1,2 m Durchmesser, der gefallen neben einem Baum liegt. Ob es Ornamente auf der Unterseite gibt, ist nicht zu bestimmen, da  wenige archäologische Studien gemacht wurden. Der Menhir ist noch nicht als Kulturerbe eingestuft und daher nicht per Gesetz geschützt.
Lage: 38° 52′ 49″ N, 7° 56′ 55,1″ W